# Kim Ki-taik
Pour les articles homonymes, voir Kim.
Dans ce nom coréen, le nom de famille, Kim, précède le nom personnel Ki-taik.
Kim Ki-taik, né le 3 octobre 1962, est un pongiste sud-coréen.

## Carrière
Il remporte lors des Jeux olympiques d'été de 1988 à Séoul la médaille d'argent en simple hommes ; il est défait en finale par son compatriote Yoo Nam-kyu. Il termine aussi quatrième en double hommes avec Kim Wan.